# عميقة (الرضمة)

تعديل مصدري - تعديل

عميقة هي إحدى قرى عزلة كحلان بمديرية الرضمة التابعة لمحافظة إب، بلغ تعداد سكانها 186 نسمة حسب تعداد اليمن لعام 2004.